# وحدة خدمة الركاب

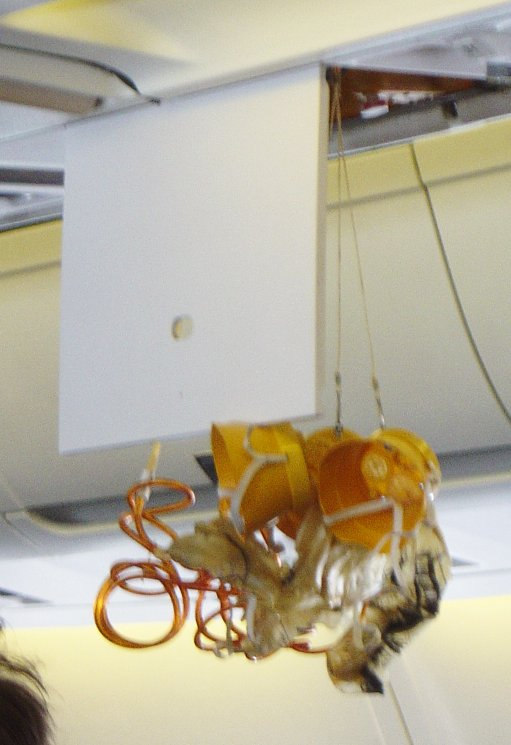
إطلاق ونشر أقنعة الأوكسجين من وحدة خدمة الركاب

وحدة خدمة الركاب (بالإنجليزية: Passenger service unit)‏ أو بي سي يو (PSU) هو اختصار في الطيران لوحدة خدمة الركاب. وتقع هذه الوحدة فوق كل صف مقعد في لوحة علوية فوق مقاعد الركاب في المقصورة طائرات الرحلات الجوية. وتحتوي بي سي يو على أضواء للقراءة، ومكبرات الصوت وفتحات  تكييف الهواء وزر لإستدعاء المضيف، والعلامات الارشادية المضيئة، كما يمكنها أن تنشر تلقائيا أقنعة الأوكسجين في الحالات الطارئة.